# Newhall (Iowa)
Newhall is een plaats (city) in de Amerikaanse staat Iowa, en valt bestuurlijk gezien onder Benton County.

## Demografie
Bij de volkstelling in 2000 werd het aantal inwoners vastgesteld op 886. In 2006 is het aantal inwoners door het United States Census Bureau geschat op 976, een stijging van 90 (10,2%).

## Geografie
Volgens het United States Census Bureau beslaat de plaats een oppervlakte van 0,8 km², geheel bestaande uit land. Newhall ligt op ongeveer 253 m boven zeeniveau.

## Plaatsen in de nabije omgeving
De onderstaande figuur toont nabijgelegen plaatsen in een straal van 16 km rond Newhall.